# Wyomia Tyus
Wyomia Tyus (* 29. August 1945 in Griffin, Georgia) ist eine ehemalige US-amerikanische Leichtathletin. Sie gewann 1964 und 1968 drei olympische Goldmedaillen.

## Karriere
Nach Abschluss der Schule nahm Tyus ein Studium an der Tennessee State University auf. Im Alter von 19 Jahren nahm sie 1964 an den Olympischen Spielen in Tokio teil. Bereits im Vorlauf über 100 Meter egalisierte Tyus mit 11,2 s den drei Jahre alten Weltrekord von Wilma Rudolph. Im Finale distanzierte sie dann ihre schärfste Kontrahentin Edith McGuire um zwei Zehntel und wurde in 11,4 s Olympiasiegerin. Zusammen mit Willye White, Marilyn White und Edith McGuire trat Tyus in der 4-mal-100-Meter-Staffel an. In 43,9 s wurde die US-Staffel Zweiter hinter Polen.
In den Jahren darauf gewann Tyus zahlreiche nationale Meistertitel in den Sprintdisziplinen und eine Goldmedaille über 200 Meter bei den Panamerikanischen Spielen. 1968 startete sie bei den Olympischen Spielen in Mexiko-Stadt erneut über 100 Meter und stellte im Finale mit 11,0 s einen Weltrekord auf. Es war das erste Mal, dass ein Athlet einen Olympiasieg im 100-Meter-Lauf wiederholen konnte. Im Finale über 200 Meter wurde Tyus Sechste. Als Schlussläuferin der US-amerikanischen 4-mal-100-Meter-Staffel rannte sie zu ihrem zweiten Weltrekord. Der Sieg der Staffel war ihr dritter Olympiasieg. 
Nach den Olympischen Spielen zog sich Tyus vom aktiven Leistungssport zurück, heiratete Duane Tillman, wurde Mutter von zwei Kindern und arbeitete als Trainerin. 1980 wurde sie in die Hall of Fame des US-amerikanischen Leichtathletikverbandes aufgenommen. 1999 führte sie Sports Illustrated in der Liste der 100 bedeutendsten Sportlerinnen des Jahrhunderts auf.